# 松岡孔明
松岡 孔明（まつおか こうめい、1982年4月14日 - ）は、熊本県を登録地としている競輪選手。日本競輪学校（以下、競輪学校）第91期生。師匠は実父の元競輪選手、松岡博司（競輪学校33期）。実弟の松岡貴久（90期）も競輪選手である。

## 来歴
九州学院高校時代の2000年、全国高等学校選抜自転車競技大会のポイントレースで優勝。競輪学校時代の在校競走成績は51位（5勝）。
2006年7月7日、熊本競輪場でデビューし初勝利を挙げた。